# FNNテレビ朝刊
『FNNテレビ朝刊』（エフエヌエヌテレビちょうかん）は、平日はFNNが発足した1966年10月3日から1975年9月30日までと1977年4月1日から1982年3月31日まで、週末は1966年10月8日から1982年3月28日まで、フジテレビ系列で放映されていた朝の報道番組。当初はモノクロ放送だったが、1970年4月1日からカラー放送となった

## 概要
1965年から放送されていた『テレビ朝刊』が、FNN発足に伴い、その「FNN」の冠をつけた上で改題したもの。それ以前は1962年から『テレビ新聞』が放送されていた。
協力は、産経新聞だったため、フジテレビ内は、「サンケイテレビ朝刊」と表記していた。
関西テレビでは、宇宙空間をバックに同局のチャンネル番号"8"（六角形を上下に2つ繋げる）が現われるOPとEDを用いていた（いわゆる「スキャニメイト」映像で、差し替えタイトルは『サンケイテレビ朝刊 FNN』だった）。
また、地方の一部系列局では『○○○テレビ朝刊 FNN』と自局の局名を被せたタイトルに改題していた。テレビ新広島では1990年代後半まで、週末の『産経テレニュースFNN』の改題タイトルとして『tssテレビ朝刊 FNN』を使用した。
1970年代中盤の一時期、多くの系列局は早朝放送の開始が7時前後で、かつ人気番組『ママとあそぼう!ピンポンパン』が8時台前半に放送されたことから、この時期の「テレビ朝刊」は8:45から8:55（局により天気予報やローカルニュース内包のため9時まで）と、主要ネットワークの早朝第一版ニュースでもっとも遅い時間から放送されていた。
なお、第2期後継（1982年4月以後）の『FNNモーニングワイド ニュース&スポーツ』が放送されて以後も1986年3月まで、沖縄テレビは放送開始が午前7時からだった編成上の都合のため、7:15から10分間だけの飛び乗り放送を行った際、この『FNNテレビ朝刊』という題で放送し続けた。
フジテレビの番組終了後も秋田テレビやテレビ愛媛や山陰中央テレビなどで、このタイトルが土日朝の『サンケイテレニュースFNN』の改題として残った。クロスネット局（当時はFNN/NNN/ANN）のテレビ大分でも、日曜日は月-土のNNN朝のニュースのネットを休止して、FNNのこの番組を放送。のちの産経テレニュースの時代もテレビ朝刊としていた（1994年4月から日曜もNNNに変更）。

最後は石川テレビで2018年3月まで、日曜朝のFNNニュースを『FNN石川テレビ朝刊』にタイトル改題するかたちで残った。

## キャスター
レギュラーキャスターはなく、キャスターは通常の『FNNニュース』同様、フジテレビアナウンサーの持ち回りだった。

## 放送時間
月については推定。テレビ番組表の上では天気予報が別枠で放送されていた時期（※）もあるが、スペースの都合で記載されていない時期もある可能性もあり、詳細は不明。
| 期間      | 期間      | 月 - 金曜日                        | 土曜日                             | 日曜日                             |
| --------- | --------- | ---------------------------------- | ---------------------------------- | ---------------------------------- |
| 1962.10.1 | 1964.9.30 | 7:20 - 7:35（15分）                | 7:20 - 7:35（15分）                | 7:20 - 7:35（15分）                |
| 1964.10.1 | 1965.3.31 | 7:20 - 7:40（20分）※               | 7:20 - 7:40（20分）※               | 7:20 - 7:40（20分）※               |
| 1965.4.1  | 1965.9.30 | 7:20 - 7:35（15分）※               | 7:20 - 7:35（15分）※               | 8:00 - 8:15（15分）※               |
| 1965.10.1 | 1966.9.30 | 8:00 - 8:10（10分）（日曜は※なし） | 8:00 - 8:10（10分）（日曜は※なし） | 8:00 - 8:10（10分）（日曜は※なし） |
| 1966.10.1 | 1968.3.31 | 8:00 - 8:15（15分）                | 8:00 - 8:15（15分）                | 7:45 - 7:55（10分）                |
| 1968.4.1  | 1968.9.29 | 7:45 - 8:00（15分）                | 7:45 - 8:00（15分）                | 7:45 - 8:00（15分）                |
| 1968.9.30 | 1969.9.28 | 7:45 - 8:00（15分）                | 7:45 - 8:00（15分）                | （放送なし）                       |
| 1969.9.29 | 1971.9.30 | 7:45 - 8:00（15分）（日曜のみ※）   | 7:45 - 8:00（15分）（日曜のみ※）   | 7:45 - 8:00（15分）（日曜のみ※）   |
| 1971.10.1 | 1974.3.31 | 8:45 - 8:55（10分）※               | 8:45 - 8:55（10分）※               | 8:45 - 8:55（10分）※               |
| 1974.4.1  | 1975.9.30 | 8:45 - 8:55（10分）※               | 8:45 - 8:55（10分）※               | 7:15 - 7:25（10分）※               |
| 1975.10.1 | 1977.3.31 | （放送なし）                       | 7:15 - 7:25（10分）※               | 7:15 - 7:25（10分）※               |
| 1977.4.1  | 1982.3.31 | 7:15 - 7:30（15分）                | 7:15 - 7:25（10分）※               | 7:15 - 7:25（10分）※               |

## ネット状況

### ネット局
番組名の差し替えについては不明点が多いため割愛。
| 放送対象地域           | 放送局                            | 当時の系列              | 備考 |
| ---------------------- | --------------------------------- | ----------------------- | --- |
| 関東広域圏             | フジテレビ(CX)                    | FNN                     | 基幹・制作局 |
| 北海道                 | 北海道文化放送(UHB)               | FNN                     | 1972年4月1日開局から |
| 宮城県                 | 仙台放送(OX)                      | FNN                     | |
| 秋田県                 | 秋田テレビ(AKT)                   | FNN→FNN/ANN             | 1969年12月1日開局から。1981年4月1日からは NETテレビ→テレビ朝日の 『ANNニュースセブン』もネット                                                                                   |
| 山形県                 | 山形テレビ(YTS)                   | FNN→FNN/ANN→FNN         | 1970年4月1日開局から。1975年4月7日から1979年7月1日まで NETテレビ→テレビ朝日の 『ANNニュースセブン』もネット。                                                                    |
| 福島県                 | 福島中央テレビ(FCT)               | FNN/ANN                 | 1970年4月1日開局から 1971年9月のネットチェンジまで |
| 新潟県                 | 新潟総合テレビ(NST)               | FNN/ANN                 | 現・NST新潟総合テレビ 1981年3月までは日曜日のみネット 1981年4月のNNN脱退からは全曜日ネット。 NETテレビ→テレビ朝日の 『ANNニュースセブン』もネット。                              |
| 長野県                 | 長野放送(NBS)                     | FNN                     | 1969年4月1日開局から |
| 静岡県                 | テレビ静岡(SUT)                   | FNN                     | 1968年12月24日開局から |
| 富山県                 | 富山テレビ(T34)                   | FNN                     | 現・BBT 1969年4月1日開局から |
| 石川県                 | 石川テレビ(ITC)                   | FNN                     | 1969年4月1日開局から。 平日は次番組でも1983年3月までタイトルを継続 |
| 福井県                 | 福井テレビ(FTB)                   | FNN                     | 1969年10月1日開局から |
| 中京広域圏             | 東海テレビ(THK)                   | FNN                     | |
| 近畿広域圏             | 関西テレビ(KTV)                   | FNN                     | |
| 島根県→ 島根県・鳥取県 | テレビしまね→ 山陰中央テレビ(TSK) | FNN                     | 1970年4月1日開局から。 1972年9月21日まで島根県のみ |
| 岡山県→ 岡山県・香川県 | 岡山放送(OHK)                     | FNN/ANN→FNN             | 1969年4月1日開局から。1975年3月31日から1979年3月31日まで NETテレビ→テレビ朝日の 『ANNニュースセブン』もネット。 1977年から1979年3月迄は日曜のみ放送。1979年3月31日まで岡山県のみ |
| 広島県                 | テレビ新広島(TSS)                 | FNN                     | 1975年10月1日開局から |
| 愛媛県                 | テレビ愛媛(EBC)                   | FNN                     | 1969年12月10日開局から |
| 福岡県                 | テレビ西日本(TNC)                 | FNN                     | |
| 佐賀県                 | サガテレビ(STS)                   | FNN                     | 1969年4月1日開局から |
| 熊本県                 | テレビ熊本(TKU)                   | FNN/NNN→FNN/NNN/ANN     | 1969年4月1日開局から |
| 大分県                 | テレビ大分(TOS)                   | FNN/NNN/ANN             | 1970年4月1日開局から。1977年以降は日曜のみ放送。 次番組でも1994年3月27日までタイトルを継続                                                                                       |
| 宮崎県                 | テレビ宮崎(UMK)                   | FNN→FNN/ANN→FNN/NNN/ANN | 1970年4月1日開局から。日曜は放送なし |
| 沖縄県                 | 沖縄テレビ(OTV)                   | FNN                     | 1969年4月1日のFNN加盟から。 平日は次番組でも1986年3月31日までタイトルを継続 |

## オープニング映像
第1期は不明
第2期
- (1977年~1978年9月)

スタジオをバックに｢FNN｣のロゴが上下から合わさり、｢FNN　テレビ朝刊｣とタイトルが表示される。音楽はブラスバンド系(前番組のFNNニュース7:30)と同じ)
- (1978年10月~1982年3月)

スタジオをバックに電波を表した渦からFNNが拡大表示され、左上に移動すると左右から｢テレビ朝刊｣がやってきて｢FNN テレビ朝刊｣とタイトルが表示される。また1980年から1982年までは
お天気カメラをバックにタイトルを表示していた。サンケイテレニュースFNNやFNNニュースレポート23:00と同じく、文字の周りに黒縁が付いていた。音楽はシンセサイザー系。